# USS Sumner (DD-333)
Za druga plovila z istim imenom glejte USS Sumner.
USS Sumner (DD-333) je bil rušilec razreda Clemson v sestavi Vojne mornarice Združenih držav Amerike.
Rušilec je bil poimenovan po marinskem častniku Allenu Melancthonu Sumnerju.

## Zgodovina
V skladu s Londonskim sporazumom o pomorski razorožitvi je bil rušilec 29. marca 1930 izvzet iz aktivne službe in bil 12. junija 1934 prodan kot staro železo.